# Ruighaarkevers
De ruighaarkevers of beekkevers (Dryopidae) zijn een familie van insecten in de orde der kevers (Coleoptera).

## Geslachten
- Ahaggaria
- Ceradryops
- Dryops
- Elmomorphus
- Geoparnus
- Guaranius
- Helichus
- Holcodryops
- Momentum
- Monstrosostea
- Onopelmus
- Oreoparnus
- Pachyparnus
- Parahelichus
- Pedestrodryops
- Pelonomus
- Phallodryops
- Pomatinus
- Postelichus
- Praehelichus
- Protoparnus
- Quadryops
- Rapnus
- Sostea
- Sosteamorphus
- Spalacosostea
- Stenomystax
- Strina
- Stygoparnus